# Christ-König-Kirche (Stuttgart-Vaihingen)

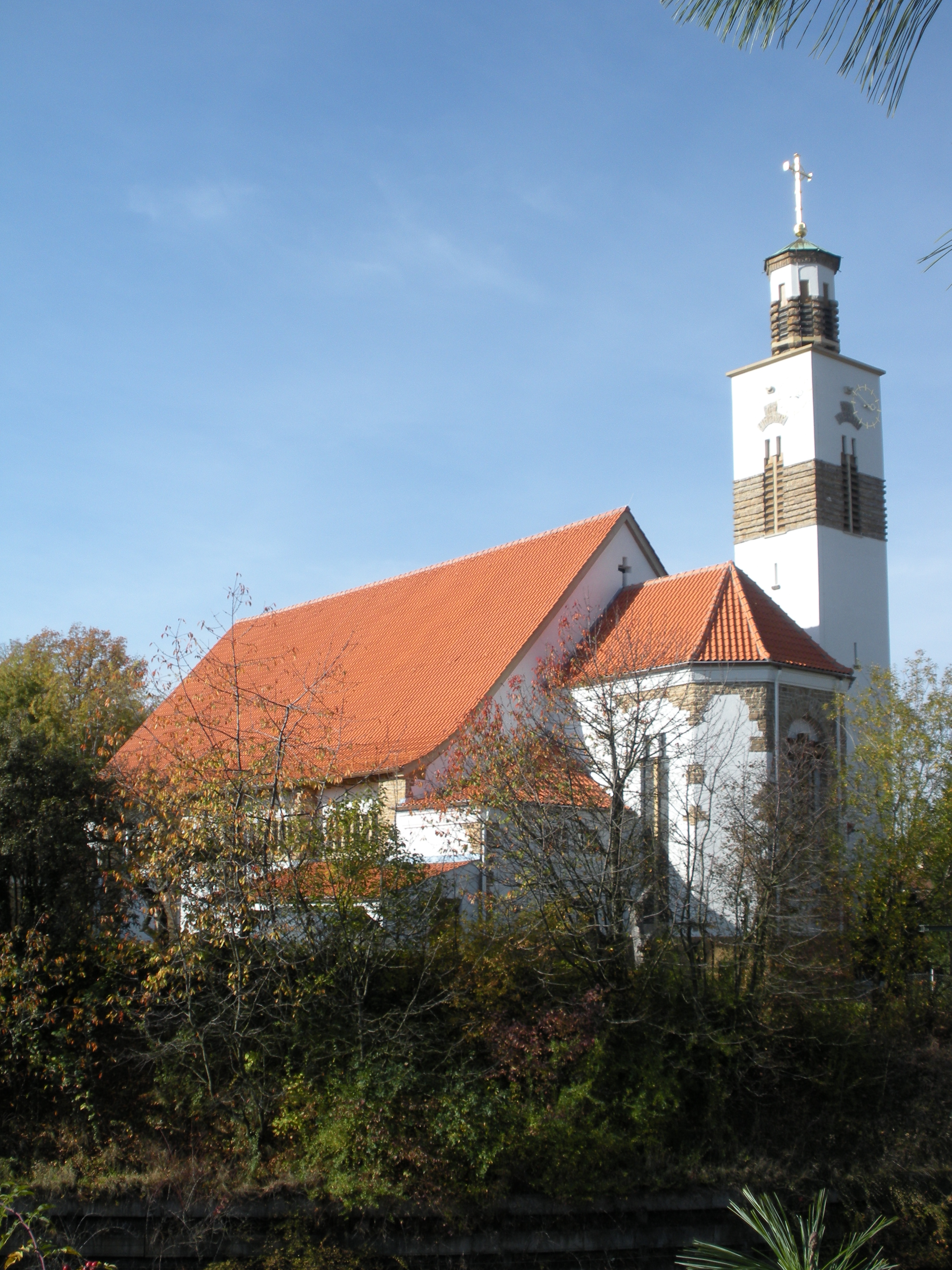
Christ-König-Kirche in Vaihingen

Die römisch-katholische Christ-König-Kirche steht in Vaihingen, einem Stadtbezirk der Landeshauptstadt Stuttgart von Baden-Württemberg. Das Bauwerk ist beim Landesamt für Denkmalpflege Baden-Württemberg als Baudenkmal eingetragen. Die Kirchengemeinde gehört zum Stadtdekanat Stuttgart der Diözese Rottenburg-Stuttgart.

## Beschreibung

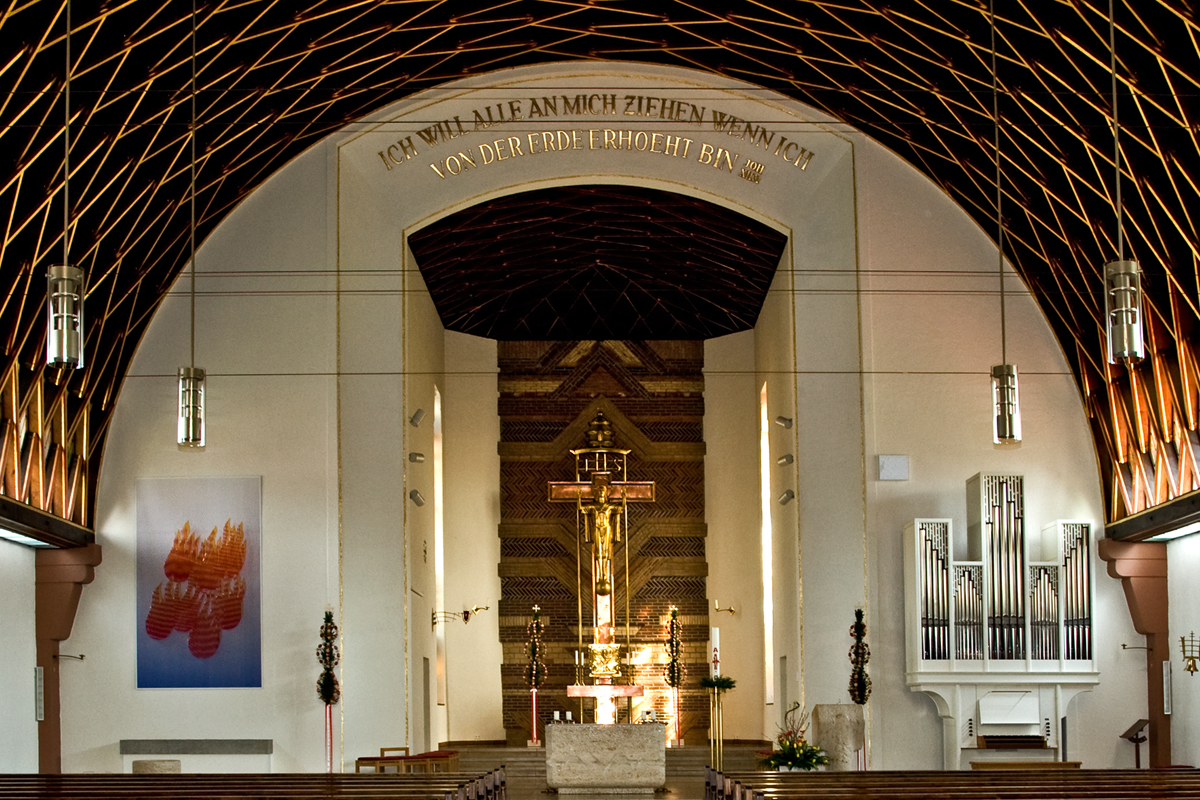
Chor und Orgel

Die expressionistische Saalkirche wurde nach einem Entwurf von Alfred Schmidt 1928 erbaut. Sie besteht aus einem Langhaus, einem eingezogenen, dreiseitig geschlossenen Chor im Osten und einem Chorflankenturm auf quadratischem Grundriss an dessen Nordwand. Seine oberen Geschosse beherbergen die Turmuhr und den Glockenstuhl. Auf seinem Flachdach sitzt eine achteckige Laterne. Der Innenraum des Langhauses ist mit einem Zollingerdach überspannt. Die Kirchenausstattung hat Alfred Schmidt, bis auf das Altarkreuz, das von Friedrich Thuma stammt, entworfen.
Die Orgel wurde 1983 als Opus 57 von Winfried Albiez als Interimsinstrument für St. Martin in Wangen im Allgäu erbaut und 1986 hierher umgesetzt. Es handelt sich um eine „Modell-Orgel“, die mit Kosteneinsparungen durch Standardisierung auch finanzschwächeren Gemeinden zu einer hochwertigen Pfeifenorgel verhelfen sollte. Das Instrument besitzt 10 Register auf zwei Manualen und Pedal.